# Weltliga gegen den Faschismus
Die Weltliga gegen den Faschismus, auch bekannt als Antifaschistische Weltliga, war eine internationale Organisation, die am 10. Dezember 1923 in Berlin gegründet wurde. Sie hatte zum Ziel, antifaschistische Kräfte weltweit zu vernetzen und den Widerstand gegen den aufkommenden Faschismus zu koordinieren.

## Geschichte
Die Gründung der Weltliga erfolgte im Kontext des Erstarkens faschistischer Bewegungen in Europa, insbesondere nach der Machtübernahme Benito Mussolinis in Italien 1922. Die Kommunistische Internationale (Komintern) initiierte die Gründung, um eine internationale Plattform für den antifaschistischen Kampf zu schaffen.
Die erste und einzige Tagung fand am 10. Dezember 1923 in Berlin statt. An ihr nahmen 53 Delegierte aus 14 Ländern teil, darunter Vertreter aus Deutschland, Frankreich und den Niederlanden. Neben Kommunisten waren auch Sozialdemokraten, Gewerkschafter und bürgerlich-demokratische Kräfte vertreten.

## Aktivitäten
Die Weltliga konzentrierte sich auf:
- Recherche: Sammlung und Analyse von Informationen über faschistische Organisationen.
- Aufklärung: Veröffentlichung von Materialien zur Sensibilisierung der Öffentlichkeit über die Gefahren des Faschismus.
- Bündnisarbeit: Aufbau von Kontakten zu linken, sozialistischen und bürgerlichen Gruppen zur Bildung einer breiten antifaschistischen Front.

Es wurden Materialien wie die Chronik des Faschismus und sieben Hefte der Weltliga veröffentlicht, die zur Aufklärung und Mobilisierung dienten.

## Auflösung
Trotz der ambitionierten Ziele stellte die Weltliga ihre Aktivitäten bereits im März 1924 ein. Gründe hierfür waren unter anderem interne Differenzen, organisatorische Herausforderungen und der politische Druck in verschiedenen Ländern.